# Джалагания, Ксения Николаевна
Ксения Николаевна Джалагания (род. 7 июля 1985, Москва, СССР) — российская гимнастка, заслуженный мастер спорта по художественной гимнастике, директор школы oлимпийского резерва по художественной гимнастике Объединённых Арабских Эмиратов, СДЮШОР ОАЭ.
Чемпионка мира, чемпионка Европы, чемпионка Европы в групповых упражнениях (1999 год), чемпионка мира в групповых упражнениях (2002 год). Победитель ряда международных турниров и серий Гран-При.

## Спортивная карьера
Ксения начала заниматься художественной гимнастикой в возрасте пяти лет, уже в 1993 году завоевала первые золотые медали (Гран-При в Германии).
С 1998 года — член молодёжной сборной команды России.
В 1999 году выиграла чемпионат Европы среди юниоров в Будапеште. В этом же году Ксения получила звание мастера спорта международного класса (МСМК) и титул абсолютной чемпионки Европы в групповых упражнениях.
С 2000 по 2003 год — член Олимпийской сборной команды России по художественной гимнастике.
В 2002 году в составе сборной России (в том числе, вместе с Марией Столбовой) в групповых упражнениях стала абсолютной чемпионкой мира, завоевав золото. Ксения получила звание заслуженного мастера сорта России (ЗМС).
В 2003 году Ксения закончила свою спортивную карьеру и перешла на тренерскую работу.
С 2010 года Ксения возглавляла национальную молодёжную сборную Сингапура по художественной гимнастике. Ксения тренировала Сингапурскую команду, готовя молодых гимнасток к Юношеским Играм 2014 года.

## Тренерская работа
Следуя примеру своего тренера, заслуженного мастера спорта СССР по художественной гимнастике, бронзового призёра Олимпийских игр в Барселоне (1992) Оксаны Скалдиной, после завершения своей спортивной карьеры, Ксения перешла на тренерскую работу. В 2010 году возглавив национальную молодёжную сборную Сингапура, Джалагания несколько лет готовила молодых гимнасток для участия в Юношеских Играх 2014 года.
В 2015 году, Ксения основала первую в Дубай специализированную детско-юношескую (спортивную) школу олимпийского резерва по художественной гимнастике Объединённых Арабских Эмиратов «СДЮШОР ОАЭ» (Dubai Youth Olympic school), где так же является главным тренером сборной команды ОАЭ.

## Личная жизнь
Ксения Джалагания замужем за Cem Saral. Он занимает должность Group Chief Executive Officer в компании Cockett Marine Oil.